# Магдалена Морарова
Магдалена Морарова е изпълнителка на български народни песни от Македонската фолклорна област.

## Биография
Родена е през 1926 година в град Банско. Баща ѝ Димитър Герин е знаел много народни песни, свирил е и на тамбура. От него и от своя род Магдалена Морарова наследява оригинални и интересни песни. През 1957 година е забелязана от фолклориста Иван Качулев и гласът ѝ прозвучава за първи път по Българското национално радио. Песните ѝ „Седнало е Джоре дос“, „Петруно пиле шарено“ и „Окол Плевен“ стават изключително популярни благодарение на изключителната ѝ вокална дарба и емоционално изпълнение. Дълги години работи с певческите групи на Борис Машалов и Иван Пановски, прави много записи, издава няколко дългосвирещи плочи, снима филми в БНТ. Умира на 80 години през 2007 г. в София.